# B'z The Best "Pleasure"
『B'z The Best "Pleasure"』（ビーズ・ザ・ベスト・プレジャー）は、日本の音楽ユニット・B'zの初の公認ベスト・アルバム。1998年5月20日にRooms RECORDSから発売された。全曲リマスタリング収録。

## 概要
B'zデビュー10周年を記念して発売された「初のオフィシャル・ベスト・アルバム」。ジャケットが金一色に彩られており、そのデザインから通称「金盤」と呼ばれている。主にアルバム未収録のシングル表題曲を中心に収録されており、シングル以外の楽曲は「Bad Communication E.style」1曲のみ。
ベスト・アルバム発売の計画は1996年頃よりレコード会社から提案されていたが、メンバーがベスト・アルバム発売を頑なに拒絶していたために実現されなかった。しかし、前年に非公式アルバム『Flash Back -B'z Early Special Titles-』が発売されたことに対する対策の必要性を迫られたことと「デビュー10周年」が重なったことにより、メンバーからも「今年なら出してもいい」という流れで発売が実現することとなった。
本作発売決定の発表時のアルバムタイトルは『Golden Best』であり収録曲もBMG ROOMS（現・VERMILLION RECORDS）設立以降に発売された11thシングル『ZERO』から23rdシングル『Liar! Liar!』までのシングル表題曲のみで構成されていたが、収録曲発表と同時にファンから「どうしてあの曲が入っていないのか？」「1枚だけでは収まらないのでは？」等の批判が殺到したために急遽収録曲の再度調整が行われ、「BE THERE」「太陽のKomachi Angel」等の初期の楽曲も収録、アルバムタイトルもツアーシリーズとしても使用されている『Pleasure』に変更されることとなった。それと同時に、上記のような批判に応える形でファン投票による「リクエスト・ベスト・アルバム」を秋に発売することも併せて発表された。
また「さまよえる蒼い弾丸」は当初収録予定はなかったが、収録の要望が殺到したため追加され、全14曲となった。なお、急遽追加になったため、初回出荷分の保護フィルムに貼られたシールのみ交換が間に合わず「Including : Super 13 Mega-Hit Tracks」となっており、「さまよえる蒼い弾丸」は裏面にシールで貼られている。2次出荷分以降はシール部分も14曲に修正された。
初回生産特典として、ジャケットを使ったB4判204ピースジグソーパズルが付属していた。第2生産特典では6枚綴りポストカードセットが付属し、さらに第3生産特典では300ピースジグソーパズルが付属した。なお、初回盤、通常盤関係なくB'z特製トレーディングカードが1枚付属し、スリーブケース仕様。メンバーは仙台のCDプレス工場を見学し、そこで生産されたCD100枚にサインをして、ランダムに全国へ発送されている。
金一色のジャケットに対し、ロゴは赤色となっている。
松本は本作とこの後に発売された『B'z The Best "Treasure"』について、「僕たちにとっては過去の音源だし、ベスト・アルバムって本来は（活動が）終わった人たちの出すもの」と当時は稲葉と共に発売に乗り気ではなく、本作の爆発的な売上げを受けて「そんなにみんな欲しかったんだ」と意外だった旨も語っている他、「過去のもの（ベストアルバム）がこれだけ売れてしまい、この後どうなってしまうのかと危機感を感じた。だから（次回作の）『Brotherhood』はハードな方向に行ったのだと思う。」と発売直後は本作についてはやや否定的な感情を持っていた様子だったが、2003年のインタビューでは「発売から5年経ったけど、あのベスト・アルバムから僕達の音楽を聴くようになってくれた人が沢山いたのも事実だし、あのタイミングでベスト・アルバムを出したのは決して間違ってはなかったと思うようになってきました。」と語っている。
本作発売時に初めて主要CDショップにおいて"B'z DAY"と銘打った購入先着でB'zのオリジナルグッズがもれなく当たる抽選会が行われた。
第13回日本ゴールドディスク大賞でロック・アルバム・オブ・ザ・イヤーを受賞した。

## デザインワーク
裏のジャケットデザインは稲葉、松本のみで構成された何人もの稲葉・松本が変装してライブハウス前に並ぶシーンで、ストーリー性を持っており、その後『B'z The Best "Treasure"』→『B'z The Best "Pleasure II"』とストーリーが続くようになっている。衣裳はこれまでのライブやジャケットなどの撮影で使用されたものも含まれている。チケットには「B'z consists of TAK MATSUMOTO KOHSHI INABA」と書いてあり、これは「Pleasure」では確認しづらいが、「Treasure」のCDケース裏にて微かに読み取ることができる。

## プロモーション
上記のとおり、メンバーはベスト・アルバムの発売に関して否定的だったために、メンバー自身による雑誌・ラジオ・テレビ番組出演などのプロモーションは一切行われず、CMは過去のライブ映像やPVを再構成したものが放送された。しかし宣伝については大規模に行われ、都内のバスに車両広告がなされたほか、東京都内の一部では街中の壁一面に宣伝ポスターが貼られた。そのほか各地の路線で全車両本作の広告ポスターで彩られた「B'zゴールド・トレイン」が運行されており、まだ車体広告がほとんど始まっていなかった当時としては画期的な宣伝方法だったともいえ、発売日直前の新聞・雑誌・ワイドショーでは連日その様子が特集された。メンバーは「本作がヒットしたのはプロモーションスタッフのおかげ」と語る一方で、「それよりもこの後のニューアルバム（オリジナル・アルバム）にこれくらいの力を入れて欲しい」とも嘆いた。

## 記録
- 数々のミリオンヒットを飛ばしていたB'zが、デビュー10周年を記念して満を持して発売したベスト・アルバムであり、またGLAYから始まったベスト盤ブームの渦中にリリースされたため、発売時は大きな話題となった[12][13]。B'zのシングル・アルバム含め最高のセールスとなっている。
- 初回出荷数は280万枚[14]だったために発売当日は各地で売り切れが相次ぐこととなり、発売1週間後にはバックオーダーを含めて350万枚の出荷となった。オリコン初動売上約271万枚は当時のアルバム初動売上歴代1位（現在は歴代3位）の記録であり、B'zのCD作品では最高の初動売上となった。また、プラネット調べでは、発売初週に216.6万枚を売り上げ、当時『REVIEW-BEST OF GLAY』に次いでベスト・アルバム歴代2位の記録となった[15]。
- 1998年7月20日付のオリコンチャートにおいて、454万4450枚の売上を達成。それまで歴代1位だったGLAYのベストアルバム『REVIEW-BEST OF GLAY』の記録を330枚上回る当時の日本記録を樹立した[16]。1998年11月2日付でオリコン史上初となる累計売上500万枚[注釈 6]突破を記録[18]。この記録もわずか1年後に宇多田ヒカルの『First Love』[注釈 7]に破られることになるが、現在でも歴代2位であり、ベスト・アルバムでは歴代1位である。
- 本作と同年9月発売の『B'z The Best "Treasure"』と合わせて約1000万枚以上売り上げ、1998年間アルバムチャートで1位・2位を独占した[18]。これは1975年の井上陽水以来の記録。年間チャートでの1位獲得はB'zのシングル・アルバム含め初めてだった。
- このアルバムと『B'z The Best "Treasure"』の2つのベスト・アルバムの影響もあり、1998年のシングル・アルバムの年間売り上げ枚数が約1270万枚と歴代1位の記録を獲得[注釈 8]。また年間アーティスト・トータルセールスで365億円という記録を残した[注釈 9]。
- 14曲中、9曲がミリオンセラー作品。
- アルバム売上歴代2位
- ベスト・アルバム売上歴代1位
- アルバム初動売上歴代3位
- 男性アーティスト・アルバム売上歴代1位

※売上はいずれも(株)オリコン調べ。

## 収録曲
| 全作詞: 稲葉浩志、全作曲: 松本孝弘。 |                                                 |           |            |                                        |      |
| #                                    | タイトル                                        | 作詞      | 作曲・編曲 | 編曲                                   | 時間 |
| 1.                                   | 「LOVE PHANTOM」                                | 稲葉浩志  | 松本孝弘   | 松本孝弘・池田大介                     | 4:39 |
| 2.                                   | 「love me, I love you」                         | 稲葉浩志  | 松本孝弘   | 松本孝弘・池田大介                     | 3:20 |
| 3.                                   | 「Easy Come, Easy Go!」                         | 稲葉浩志  | 松本孝弘   | 松本孝弘・明石昌夫                     | 4:40 |
| 4.                                   | 「ZERO」                                        | 稲葉浩志  | 松本孝弘   | 松本孝弘・明石昌夫                     | 4:50 |
| 5.                                   | 「ALONE」                                       | 稲葉浩志  | 松本孝弘   | 松本孝弘・明石昌夫                     | 6:00 |
| 6.                                   | 「裸足の女神」                                  | 稲葉浩志  | 松本孝弘   | 松本孝弘・明石昌夫                     | 4:26 |
| 7.                                   | 「愛のままにわがままに 僕は君だけを傷つけない」 | 稲葉浩志  | 松本孝弘   | 松本孝弘・明石昌夫                     | 3:56 |
| 8.                                   | 「LADY NAVIGATION」                             | 稲葉浩志  | 松本孝弘   | 松本孝弘・明石昌夫                     | 4:20 |
| 9.                                   | 「太陽のKomachi Angel」                         | 稲葉浩志  | 松本孝弘   | 松本孝弘・明石昌夫                     | 4:10 |
| 10.                                  | 「BE THERE」                                    | 稲葉浩志  | 松本孝弘   | 松本孝弘・明石昌夫                     | 4:13 |
| 11.                                  | 「Don't Leave Me」                              | 稲葉浩志  | 松本孝弘   | 松本孝弘・明石昌夫                     | 4:24 |
| 12.                                  | 「Bad Communication E.Style」                   | 稲葉浩志  | 松本孝弘   | 松本孝弘・明石昌夫                     | 4:19 |
| 13.                                  | 「Calling」                                     | 稲葉浩志  | 松本孝弘   | 松本孝弘・稲葉浩志・徳永暁人・池田大介 | 5:56 |
| 14.                                  | 「さまよえる蒼い弾丸」                          | 稲葉浩志  | 松本孝弘   | 松本孝弘・稲葉浩志                     | 4:05 |
| 合計時間:                            | 合計時間:                                       | 合計時間: | 63:18      |                                        |      |

| #         | タイトル  | 作詞      | 作曲・編曲 | 編曲               | 時間 |
| --------- | --------- | --------- | ---------- | ------------------ | ---- |
| 15.       | 「HOME」  |           |            | 松本孝弘・稲葉浩志 | 4:21 |
| 合計時間: | 合計時間: | 合計時間: | 67:39      |                    |      |

## 楽曲解説
1. LOVE PHANTOM
  - 18thシングル。
2. love me, I love you
  - 17thシングル。シングルバージョンはアルバム初収録。
3. Easy Come, Easy Go!
  - 6thシングル。シングルバージョンはアルバム初収録。
4. ZERO
  - 11thシングル。
5. ALONE
  - 9thシングル。シングルバージョンはアルバム初収録。
6. 裸足の女神
  - 13thシングル。アルバム初収録。
7. 愛のままにわがままに 僕は君だけを傷つけない
  - 12thシングル。アルバム初収録。自身最大のヒット曲である。
8. LADY NAVIGATION
  - 8thシングル。シングルバージョンはアルバム初収録。自身初のミリオンセラーシングル。
9. 太陽のKomachi Angel
  - 5thシングル。シングルバージョンはアルバム初収録。初のオリコン1位獲得作品。
10. BE THERE
  - 4thシングル。アルバム初収録。本作で最も古い音源。初のトップ10入り（最高7位）を記録した作品。
11. Don't Leave Me
  - 14thシングル。
12. Bad Communication E.Style
  - 1stミニアルバム『BAD COMMUNICATION』表題曲の全英詞のショートバージョンである。これはラジオや有線などで使用されていたバージョンであり、プロモーション用7インチシングルのみに収録されていた。そのため、本作で初CD化となる。
  - オリジナル音源は7分以上あり、2ndミニアルバム『WICKED BEAT』にフルバージョンが収録されている。
13. Calling
  - 22ndシングル。
14. さまよえる蒼い弾丸
  - 24thシングル。アルバム初収録。上記のとおり急遽収録になった為に、このアルバムからの事実上先行シングル扱いとなった。
15. HOME
  - 25thシングル。台湾盤、香港盤にのみ収録されているボーナス・トラック。

## 参加ミュージシャン
- 松本孝弘：ギター、全曲作曲・編曲
- 稲葉浩志：ボーカル、全曲作詞・編曲（#13.14）
- 明石昌夫：ベース（#4.6.7.11.13.14）、マニピュレーター（#3-7.8.11）、プログラミング（#12）、編曲（#3-5.7-12）
- 青山純：ドラム （#2.3.6.11.13）
- B+U+M（#3.4.6.7-11）
- 田中一光：ドラム（#4.5.7）
- 山木秀夫：ドラム （#13.14）
- 徳永暁人：ベース（#13）、編曲（#13）
- 小野塚晃：キーボード（#5）、ピアノ （#13）
- 増田隆宣：ハモンドオルガン（#11）
- 池田大介：マニピュレーター（#1）、編曲 （#1.2）
- 勝田かず樹：サックス （#2）
- 佐々木史郎：トランペット（#2）
- 小林太：トランペット（#2）
- 澤野博敬：トランペット（#4.7）
- SKA-PARA HORNS・名古屋君義（現・NARGO）：トランペット（#11）
- 中路英明：トロンボーン （#2）
- 野村裕幸：トロンボーン （#4.7）
- 北原雅彦：トロンボーン（#11）
- 勝田一樹：サックス （#4）
- やまもとこうじ（表記不明）：サックス（#7）
- 冷牟田竜之：アルトサックス（#11）
- GAMOU（現・GAMO）：テナーサックス（#11）
- 谷中敦：バリトンサックス（#11）
- 妹尾隆一郎：ブルースハープ（#11）
- 篠崎Strings：ストリングス （#1.13）
- 日色Strings：ストリングス（#2.7）
- 森朱美：オペラ（#1）
- 宇徳敬子：Female Voice（#1）
- 西田昌史：コーラス（#6）
- 大黒摩季：コーラス（#6.#7）
- 生沢佑一：コーラス（#7.#11）
- 高嶋りん（現・浦嶋りんこ）：コーラス（#11）
- IKKIES：コーラス（#12）
- エイミー：ボイス（#12）